# Lydia Koidulas staty

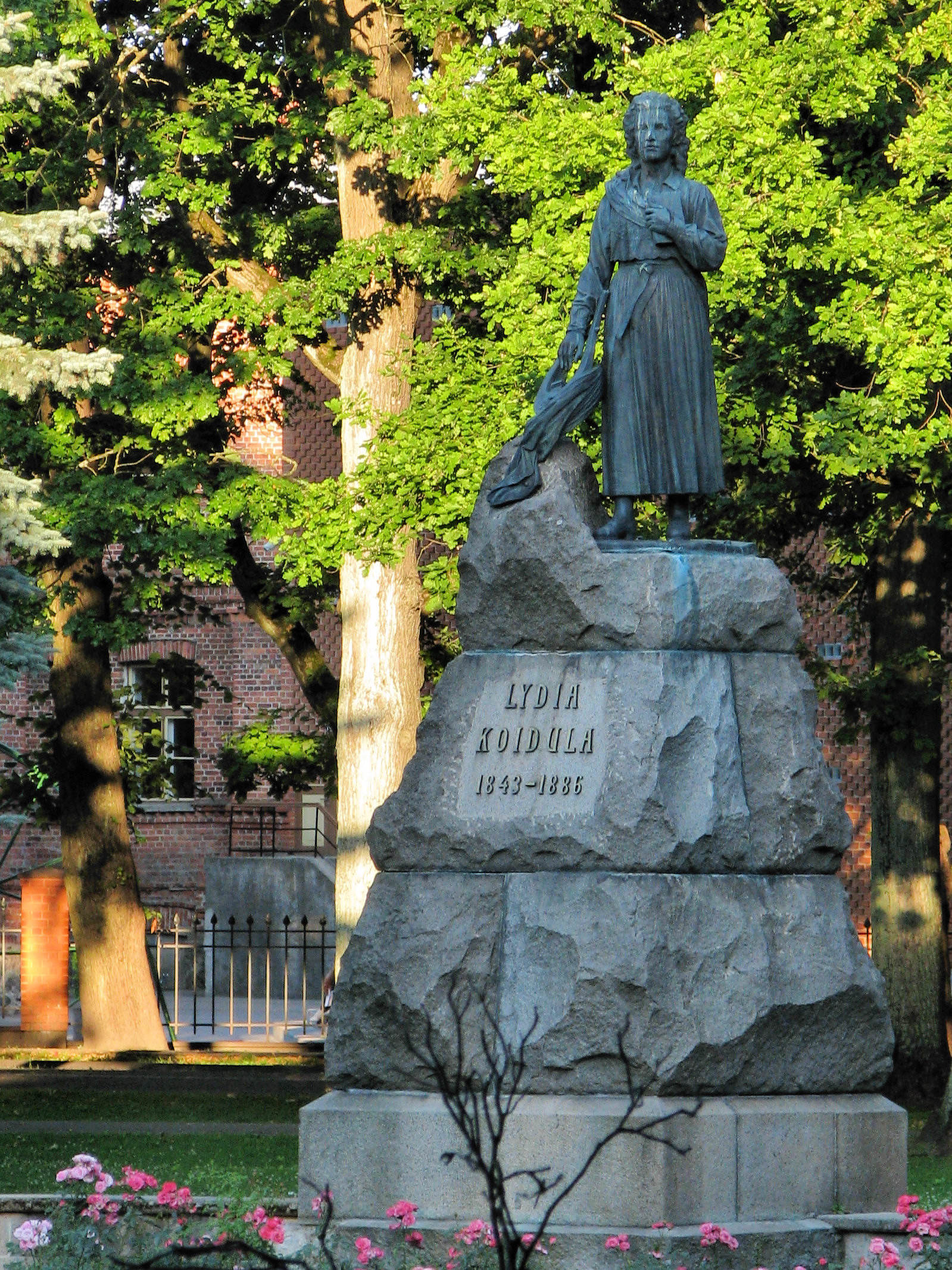
Lydia Koidulas staty.

Lydia Koidulas staty är en staty av den estniska författaren Lydia Koidula i Pärnu i Estland. Den var skulptören Amandus Adamsons sista verk och blev klar 1929. Runt statyn finns ett parkområde.